# 니시에이가시마역
니시에이가시마역(일본어: 西江井ヶ島駅, にしえいがしまえき)은 일본 효고현 아카시시에 있는 산요 전기철도 본선의 역이다. 역 번호는 SY 23이다.

## 역 구조
상대식 승강장 2면 2선의 지상역이다. 역사는 히메지 방면 승강장의 서쪽 끝(히메지 쪽)에 있고, 고베 방면 승강장과는 지하도에서 이어진다. 자동 개찰구를 갖춘 무인역이다.

### 승강장
| 역사측 | ■ 본선(하행) | 다카사고・히메지・아보시 방면 |  |
| 반대측 | ■ 본선(상행) | 아카시・산노미야・오사카 방면 |  |

## 역 주변
니시나다로 일컬어지는 유수의 술처이다.
- 에이가시마 주조
- 국도 제250호선
- 효고 지방 도로 718호 아카시타카사고 선(옛 국도 제250호선) - 역 바로 남쪽을 병행.

## 역사
- 1923년 8월 19일: 고베히메지 전기철도 개통과 동시에 에이가시마니시구치역으로 영업 개시. 개통 당초에는 아카시 군 오쿠보 마을이었다.
- 1927년 4월 1일: 우지가와 전기에 의한 합병으로 본 회사의 역이 됨.
- 1933년 6월 6일: 우지가와 전기 철도 부문이 분리되어 산요 전기철도의 역이 됨.
- 1944년 4월 1일: 니시에이가시마역으로 역명 변경.

## 인접역
| 산요 전기철도 ■ 본선                   | 산요 전기철도 ■ 본선 | 산요 전기철도 ■ 본선               |
| -------------------------------------- | -------------------- | ---------------------------------- |
| SY 22 에이가시마 우메다・니시다이 방면 | ■ 보통               | 산요우오즈미 SY 24 산요히메지 방면 |